# Янса, Леопольд
Леопольд Янса (чеш. Leopold Jansa; 23 марта 1795, Вильденшверт, ныне Чехия — 25 января 1875, Вена) — чешский скрипач и композитор.

## Биография
Учился музыке в Брно, в 1817 году поступил в Венский университет на факультет права, но познакомился в Вене с Яном Вацлавом Воржишеком, который ввёл его в музыкальное сообщество. Янса оставил университет и после непродолжительного обучения у Эмануэля Алоиса Фёрстера оказался готов к концертной карьере. В 1823 году он поступил камерным музыкантом на службу к Брауншвейгскому двору, но год спустя вернулся в Вену, много концертировал в пределах Австрийской империи, а в 1834 году был назначен музикдиректором Венского университета. В том же году Янса возглавил собственный струнный квартет, считавшийся до некоторой степени преемником известного квартета Игнаца Шуппанцига (поскольку в его составе играли двое товарищей Шуппанцига — вторая скрипка Карл Хольц и виолончель Йозеф Линке), и руководил им до 1850 года. В 1851 году, отправившись в Лондон для участия в жюри исполнительского конкурса в рамках Всемирной выставки, Янса дал концерт в пользу венгерских эмигрантов (покинувших империю после подавления Венгерской революции 1848 года), после чего ему было запрещено возвращение в Вену; Янса остался в Лондоне, преподавал, изредка выступал. В 1868 году венский двор его помиловал, и в 1870 году он вернулся в Вену.
Учениками Янсы в Вене были, в частности, Вильгельмина Неруда, Эдуард Раппольди и Карл Гольдмарк. Из собственной музыки Янсы определённую ценность сохранили, в основном, камерные сочинения (Три дуэта для скрипки и альта, Концертино для скрипки и фортепиано), а также различные переложения и транскрипции (в частности, Янса переложил ряд популярных песен и арий — «Зимний путь» Шуберта, арии Беллини, Доницетти и т. п. — для флейты и фортепиано).
Имя Янсы носит основанный в 2006 году Дуэт Янсы (нем. Jansa Duo), в составе которого немецкие музыканты Кристина Рокс (скрипка) и Клаус-Дитер Брандт (виолончель) исполняют на исторических инструментах редкий камерный репертуар.